# Щепково-Залесе
Щепково-Залесе (пол. Szczepkowo-Zalesie) — село в Польщі, у гміні Яновець-Косьцельний Нідзицького повіту Вармінсько-Мазурського воєводства.
Населення — 120 осіб (2011).
У 1975-1998 роках село належало до Ольштинського воєводства.

## Демографія
Демографічна структура станом на 31 березня 2011 року:
|          | Загалом | Допрацездатний вік | Працездатний вік | Постпрацездатний вік |
| -------- | ------- | ------------------ | ---------------- | -------------------- |
| Чоловіки | 65      | 18                 | 35               | 12                   |
| Жінки    | 55      | 12                 | 25               | 18                   |
| Разом    | 120     | 30                 | 60               | 30                   |